# Saint Eustase
Pour les articles homonymes, voir Eustache.
 Eustade  dit aussi Eustache ou Eustase  de Bourges ou d'Autun dont il est originaire, est un prêtre du VIe siècle devenu évêque de Bourges.

## Biographie
Eustache, diacre et archidiacre d'Autun, fut élu archevêque de Bourges, après la mort de Sulpice Sévère le 29 janvier 591, et fut le 20e à occuper ce siège épiscopal, qu'il laissa à son successeur saint Apollinaire. L'Église de Bourges l'honore comme saint. Il est fêté le 31 décembre.
Il a été formé à l'Abbaye Saint-Symphorien d'Autun.